# Liste der Monuments historiques in Lachapelle-sous-Gerberoy
Die Liste der Monuments historiques in Lachapelle-sous-Gerberoy führt die Monuments historiques in der französischen Gemeinde Lachapelle-sous-Gerberoy auf.

## Liste der Bauwerke
| Bezeichnung       | Beschreibung                         | Standort | Kennzeichnung | Schutzstatus | Datum | Bild           |
| ----------------- | ------------------------------------ | -------- | ------------- | ------------ | ----- | -------------- |
| Kirche Notre-Dame | Erbaut ab dem 11. Jahrhundert        | (Lage)   | PA60000082    | Inscrit      | 2011  | weitere Bilder |
| Ferme de Vidame   | Bauernhof, erbaut im 16. Jahrhundert |          | PA00114584    | Inscrit      | 1986  |                |